# Свен Салумаа
Свен Салумаа (англ. Sven Salumaa; нар. 21 жовтня 1966) — колишній американський тенісист.
Найвищу одиночну позицію світового рейтингу — 516 місце досяг 16 квітня 1990, парну — 25 місце — 13 квітня 1992 року.
Здобув 1 парний титул.
Найвищим досягненням на турнірах Великого шолома був півфінал в парному розряді.

## Фінали за кар'єру

### Парний розряд (1–6)
| Результат | W/L | Дата     | Турнір                                  | Покриття | Партнер      | Суперники                   | Рахунок       |
| --------- | --- | -------- | --------------------------------------- | -------- | ------------ | --------------------------- | ------------- |
| Перемога  | 1–0 | Кві 1990 | Ріо-де-Жанейро, Бразилія                | Килим    | Браян Герроу | Нелсон Аертс Фернандо Роезе | 7–5, 6–3      |
| Поразка   | 1–1 | Сер 1990 | Скенектаді, США                         | Тверде   | Браян Герроу | Річард Фромберг Бред Пірс   | 2–6, 6–3, 6–7 |
| Поразка   | 1–2 | Кві 1991 | Сеул, Південна Корея                    | Тверде   | Кент Кіннієр | Алекс Антоніч Гілад Блюм    | 6–7, 1–6      |
| Поразка   | 1–3 | Сер 1991 | Індіанаполіс, США                       | Тверде   | Кент Кіннієр | Кен Флек Роберт Сегусо      | 6–7, 4–6      |
| Поразка   | 1–4 | Бер 1992 | Скоттсдейл, США                         | Тверде   | Кент Кіннієр | Марк Кейл Дейв Ренделл      | 6–4, 1–6, 2–6 |
| Поразка   | 1–5 | Бер 1992 | Індіан-Веллс, США                       | Тверде   | Кент Кіннієр | Стів Девріє Девід Макферсон | 6–4, 3–6, 3–6 |
| Поразка   | 1–6 | Бер 1992 | Відкритий чемпіонат Маямі з тенісу, США | Тверде   | Кент Кіннієр | Кен Флек Тодд Вітскен       | 4–6, 3–6      |